# Tathra
Tathra (/tæθrə/) est une ville australienne située dans la zone d'administration locale de la vallée de la Bega en Nouvelle-Galles du Sud.

## Géographie
Tathra est située sur la côte de Saphir au sud-est de la Nouvelle-Galles du Sud, à l'extrémité de la Snowy Mountains Highway, à 25 km à l'est de Bega et à 440 km au sud de Sydney.
La Bega se jette dans l'océan Pacifique au nord de la plage de Tathra, longue de 3 km.

## Démographie
| 2001  | 2011  | 2016  | 2021  |
| ----- | ----- | ----- | ----- |
| 1 644 | 1 526 | 1 675 | 1 527 |

## Galerie

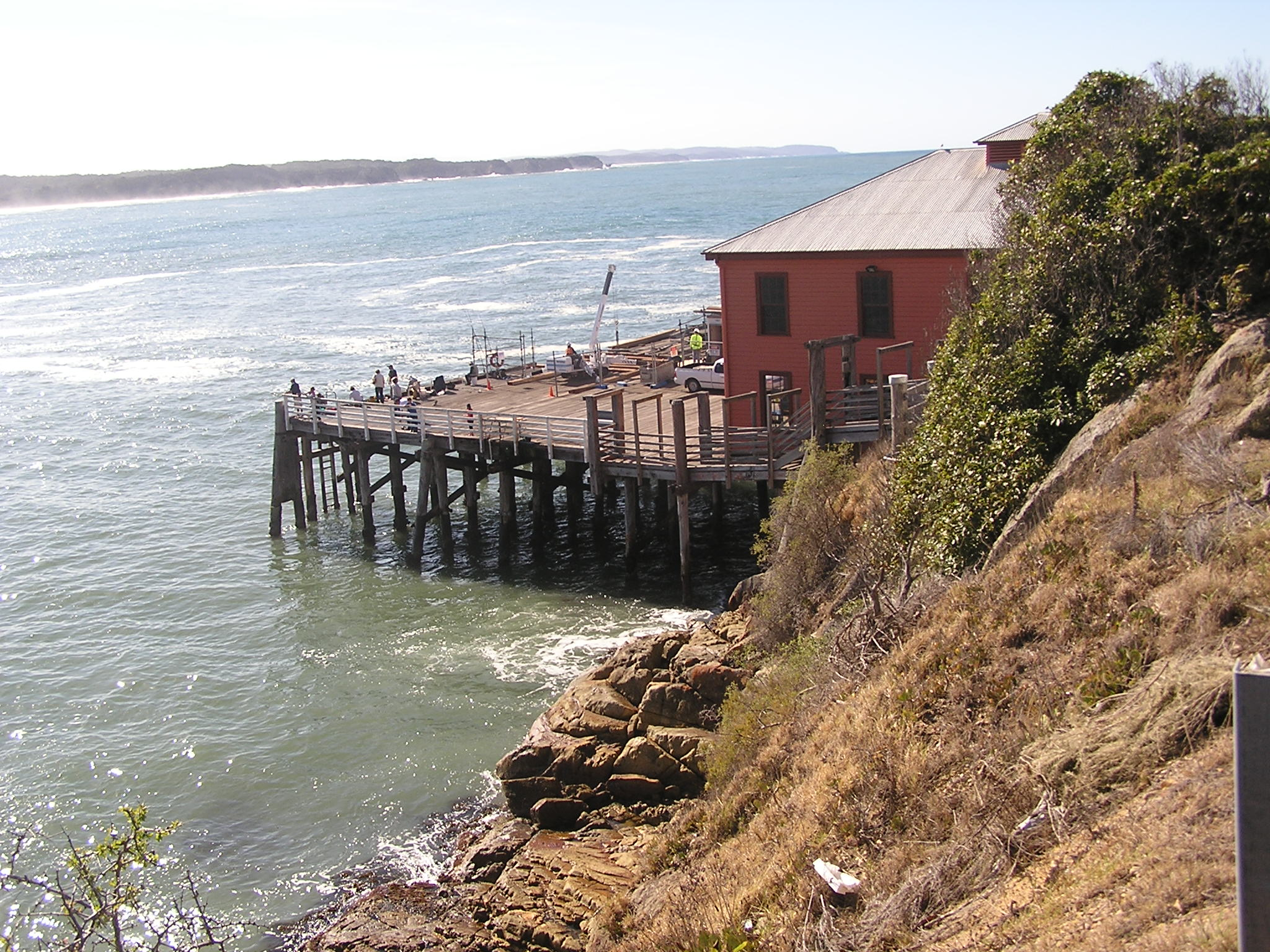
L'ancienne jetée de Tathra.